# José Luis Riffo
José Luis Riffo Bazán (Santiago de Chile, 4 de octubre de 1988) es un piloto de automovilismo chileno que ha sido campeón en cinco oportunidades de la Fórmula 3 Chilena.
Inició su carrera en karting donde obtuvo tres títulos nacionales. En 2004 comenzó su participación en Fórmula 3 bajo la preparación del preparador Alejandro Riquelme donde hasta la fecha ha alcanzado cuatro títulos.
Desde 2012 a la actualidad oficia como piloto experto en el programa Prendiendo Motores de Vive!

## Campeonatos
[cita requerida]
- Fórmula 3 temporada 2006 con Kano Pro Racing - Liqui Moly.
- Fórmula 3 Copa "Kem Xtreme" de 2007 con Kano Pro Racing - Liqui Moly.
- Campeonato de Apertura de Fórmula 3 de 2011 con Team Green Bull.
- Fórmula 3 Copa "Nissan" de 2012 con Team Green Bull.
- Fórmula 3 de 2017 con Team Green Bull.

## Récords conseguidos en la Fórmula 3 (vigentes)
[cita requerida]
- Campeón titulado coincidente el mismo día: el 11 de noviembre de 2007 consigue su segundo título y 5 años después, el 11 de noviembre de 2012, consigue su cuarto título de campeón en la Fórmula Tres.
- Campeón consecutivo en las temporadas 2006 y 2007.
- Piloto con mayor número de triunfos en la temporada 2007 con 8 triunfos en 12 fechas.
- Piloto más joven en ganar una carrera en la primera fecha de la temporada 2004 con 15 años y 6 meses.
- Piloto con mayor número de puntos obtenidos con el actual sistema de puntaje (más punto extra por ganar la pole position), en la temporada 2007 con un total de 171 puntos en 12 fechas.

## Controversias
En septiembre de 2023, tras balacera, la municipalidad de la comuna de Maipú solicitó a Fiscalía la formalización de representante de local nocturno José Luis Rifo que operaba pese a clausura.